# Nikolai Filippowitsch Batjuk

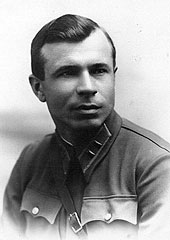
Nikolai Filippowitsch Batjuk

Nikolai Filippowitsch Batjuk (russisch Николай Филиппович Батюк, ukrainisch Микола Пилипович Батюк ‚Mykola Pylypowytsch Batjuk‘; * 19. Dezember 1905 in Achtyrka; † 27. Juli 1943) war ein sowjetischer Generalmajor ukrainischer Abstammung.

## Leben
Batjuk trat der Roten Armee 1927 bei und schloss die Frunse-Akademie im Jahr 1940 ab. Im Sommer 1941 diente er bei der 11. Armee im Verband der 23. Schützendivision als Kommandeur des 89. Schützenregimentes bei der Verteidigung des Baltikums. Im Dezember 1941 erhielt er das Kommando über die 284. Schützendivision, mit der ab September 1942 bei der 62. Armee an der Schlacht um Stalingrad teilnahm.
Am 27. Februar 1943 wurde die 284. Schützendivision wegen ihrer Mitwirkung an der erfolgreichen Zerschlagung der deutschen 6. Armee in 79. Garde-Schützendivision umbenannt, Batjuk blieb weiterhin ihr Kommandeur. Er starb Ende Juli 1943 im Verband der 8. Gardearmee während der  Isjum-Barwenkowsker Operation im Raum Slawjansk an einem Herzinfarkt.